# Muniz Ferreira
Muniz Ferreira es un municipio brasileño del estado de Bahía. Su población estimada en 2004 era de 7.280 habitantes.